# Rory Calhoun
Pour les articles homonymes, voir Calhoun.
Rory Calhoun (Francis Timothy McCown) né à Los Angeles le 8 août 1922, mort le 28 avril 1999 à Burbank, est un acteur, producteur, scénariste américain

## Biographie
Il est découvert par Henry Willson, le célèbre agent à la réputation sulfureuse qui avait lancé Rock Hudson. En 1955, Confidential (en) menace de révéler l'homosexualité de Rock Hudson. Pour empêcher la divulgation de ces informations, Willson raconte en échange les années de prison de Rory Calhoun et l'arrestation de Tab Hunter lors d'une soirée gay en 1950,.

## Filmographie

### Cinéma
- 1944 : Sunday Dinner for a Soldier de Lloyd Bacon
- 1945 : Drôle d'histoire (Where Do We Go from Here) de Gregory Ratoff
- 1945 : Laurel et Hardy toréadors (The Bullfighters) de Malcolm St. Clair
- 1945 : Le Grand John (The Great John L.) de Frank Tuttle
- 1947 : La Maison rouge (The Red House) de Delmer Daves
- 1947 : Scandale en Floride (That Hagen Girl) de Peter Godfrey
- 1950 : Le Petit Train du Far West (A Ticket to Tomahawk) de Richard Sale
- 1951 : L'Épreuve du bonheur' (I'd Climb the Highest Mountain) de Henry King
- 1951 : Folies de Broadway (Meet Me After the Show) de Richard Sale
- 1952 : Un refrain dans mon cœur (With a Song in My Heart) de Walter Lang
- 1952 : Le Gaucho (Way of a Gaucho) de Jacques Tourneur
- 1953 : Comment épouser un millionnaire (How to Marry a Millionaire) de Jean Negulesco
- 1953 : La Rivière de la poudre (Powder River) de Louis King
- 1953 : Le Fouet d'argent (The Silver Whip) d'Harmon Jones
- 1954 : La Rivière sans retour (River of No Return) d'Otto Preminger
- 1954 : Vengeance à l'aube (Dawn at Socorro) de George Sherman
- 1954 : Une balle vous attend (A Bullet Is Waiting) de John Farrow
- 1954 : Quatre tueurs et une fille (en) (Four Guns to the Border) de Richard Carlson
- 1955 : Le Trésor de Pancho Villa (The Treasure of Pancho Villa) de George Sherman
- 1955 : La Danseuse et le Milliardaire (Ain't Misbehavin') d'Edward Buzzell
- 1955 : Les Forbans (The Spoilers) de Jesse Hibbs
- 1956 : La Proie des hommes (Raw Edge) de John Sherwood
- 1956 : Crépuscule sanglant (Alec Longmire) de Jack Arnold
- 1957 : The Hired Gun (en) de Ray Nazarro
- 1957 : Domino Kid (en) de Ray Nazarro
- 1957 : Le Grand Coup (The Big Caper) de Robert Stevens
- 1957 : Ride Out for Revenge (en) de Bernard Girard
- 1958 : La Chasse aux visages pâles (en) (Apache Territory) de Ray Nazarro
- 1960 : Thunder in Carolina (en) de Paul Helmick
- 1961 : Marco Polo (L'avventura di un italiano in Cina) de Hugo Fregonese et Piero Pierotti
- 1961 : Le Colosse de Rhodes (Il colosso di Rodi) de Sergio Leone
- 1961 : Le Secret de Monte-Cristo (The Treasure of Monte Cristo) de Robert S. Baker et Monty Berman
- 1963 : Le Justicier de l'Ouest (it) (The Gun Hawk) de Edward Ludwig
- 1964 : Furie sur le Nouveau-Mexique (Young Fury) de Christian Nyby
- 1965 : Les Éperons noirs (Black spurs) de R.G. Springsteen
- 1965 : Sur la piste des Apaches (Apache Uprising) de R.G. Springsteen
- 1969 : La muchacha del Nilo de José María Elorrieta : Jack Cooper
- 1972 : Les Rongeurs de l'apocalypse (Night of the lepus) de William F. Claxton
- 1976 : Won Ton Ton, le chien qui sauva Hollywood (Won Ton Ton, the Dog Who Saved Hollywood) de Michael Winner
- 1977 : Love and the Midnight Auto Supply de James Polakof
- 1980 : Nuits de cauchemar (Motel Hell) de Kevin Connor
- 1982 - 1987 : Capitol (Série TV)
- 1984 : Angel (en) de Robert Vincent O'Neill (en)
- 1985 : La Vengeance de l'ange (en) (Avenging Angel) de Robert Vincent O'Neill (en)
- 1988 : Transmutations (en) (Hell Comes to Frogtown) de     Donald G. Jackson et R.J. Kizer
- 1992 : Cœur de cowboy (Pure Country) de Christopher Cain

### Producteur
- 1957 : The Hired Gun (en) de Ray Nazarro
- 1957 : Domino Kid (en) de Ray Nazarro
- 1958 : Apache Territory (en) de Ray Nazarro
- 1960 : The Texan (en) (Téléfilm)
- 1991 : Fists of Steel de Jerry Schafer

### Scénariste
- 1955 : Amour, fleur sauvage (Shotgun) de Lesley Selander
- 1957 : Domino Kid (en) de Ray Nazarro